# Deborah Lipstadt

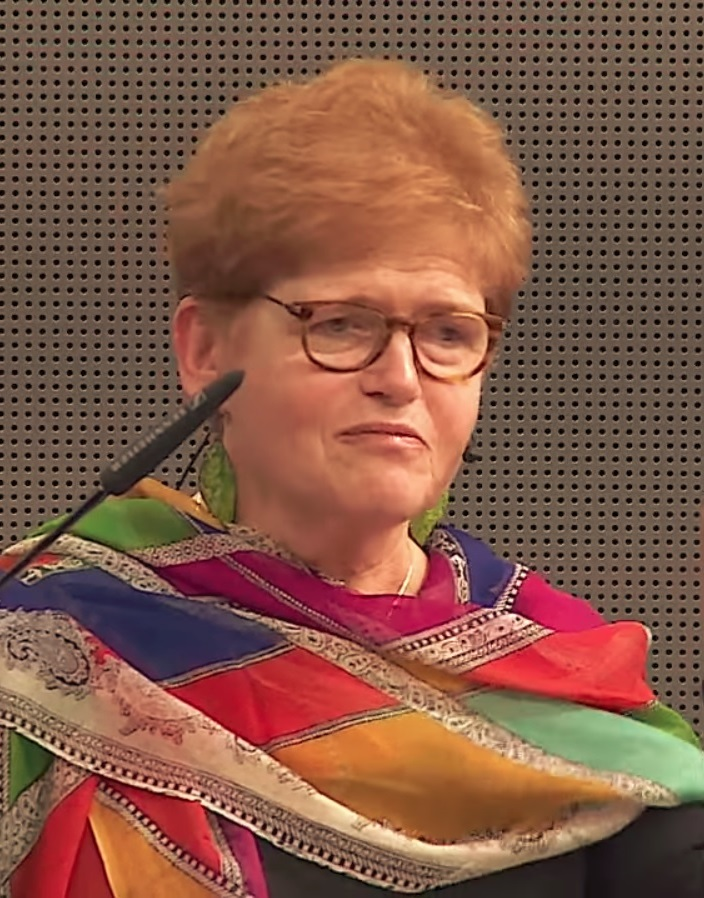
Deborah Lipstadt 2015, Ansprache bei einer Shoa-Gedenkveranstaltung des Internationalen Komitees vom Roten Kreuz (IKRK)

Deborah Esther Lipstadt (geboren am 18. März 1947 in Manhattan, New York) ist eine US-amerikanische Historikerin und Holocaust-Forscherin.

## Leben
Deborah Lipstadt wuchs in einer jüdischen Familie auf, die ihr unter anderem ein „starkes Bewusstsein dafür mitgegeben habe, dass man zu Ungerechtigkeiten nicht schweigen könne“. Nach Studium in New York und Lehraufträgen an Universitäten in Los Angeles und Seattle hat Lipstadt seit 2014 den Lehrstuhl als Dorot Professor of Modern Jewish History and Holocaust Studies (Dorot Professorin für Moderne Jüdische Geschichte und Holocaust Studien) an der Emory University in Atlanta inne.
Im nordamerikanischen Wissenschaftsbetrieb wurde die Forscherin zunächst durch ihre Untersuchungen darüber bekannt, wie die amerikanischen Medien im Zweiten Weltkrieg das Wissen von der Vernichtung des europäischen Judentums ignorierten (Beyond Belief, 1986).
Eine für wissenschaftliche Publikationen ungewöhnlich große, internationale Aufmerksamkeit erreichte sie mit ihrer Darstellung der Geschichte der Holocaustleugnung (Denying the Holocaust, 1993; deutsch: Betrifft: Leugnen des Holocaust, 1994), einer kommentierten Zusammenstellung der Lügen und Halbwahrheiten international bekannter Holocaustleugner, verbunden mit einer sorgfältigen und sachlich fundierten Analyse und Widerlegung der Argumentationen, mit der erstmals die Holocaustleugnung als internationales Phänomen Thema einer umfassenden wissenschaftlichen Monographie wurde.

## Der Prozess Irving gegen Lipstadt
Wegen der ihn betreffenden eindeutigen Aussagen dieser Veröffentlichung verlangte der britische Holocaustleugner David Irving im November 1995, dass der britische Verlag Lipstadts, Penguin Books, die Veröffentlichung zurückziehen solle. Als der Verlag dieser Aufforderung nicht nachkam, verklagte Irving Lipstadt und den Verlag im September 1996 vor einem Londoner Gericht wegen Beleidigung, übler Nachrede und Geschäftsschädigung. Der Verlag und Lipstadt mussten (nach britischem Recht) nachweisen, dass die Wissenschaftlerin Irving zu Recht als Bewunderer Hitlers, Geschichtsklitterer und gefährliches Sprachrohr der Holocaustleugner bezeichnet hatte. Mit dem Urteilsspruch am 11. April 2000 wies das Gericht Irvings Klage ab und gab Lipstadt und ihrem Verlag in allen wesentlichen Punkten Recht. Der Verlag stellte anschließend Irving die Prozesskosten in Höhe von 2 Mio. Pfund in Rechnung, die dieser aber nicht bezahlen konnte.
Der Prozess wurde 2016 zum Thema einer international erfolgreichen amerikanisch-britischen Kinoproduktion mit dem Titel Verleugnung (englischer Titel: Denial). Rachel Weisz spielt Deborah Lipstadt, Timothy Spall übernahm die Rolle von David Irving.

## Antisemitismus-Beauftragte
Deborah Lipstadt wurde am 30. Juli 2021 durch den US-Präsidenten Joe Biden zur Antisemitismusbeauftragten des US-Außenministeriums bestellt. Nach Angaben des Weißen Hauses soll Lipstadt als spezielle Gesandte im Range einer Botschafterin Antisemitismus „beobachten und bekämpfen“.
Den Terrorangriff der Hamas auf Israel 2023 bezeichnete Lipstadt als „den tödlichsten Angriff auf Juden seit dem Holocaust.“ Es gebe „keine Rechtfertigung“ für den „abscheulichen, barbarischen Terrorismus gegen israelische Zivilisten“, niemand habe nun das Recht, Israel vorzuschreiben, wie es sich zu verteidigen und künftige Angriffe zu verhindern habe. An keinem Tag seit der Staatsgründung Israels wurden so viele Israelis getötet wie am Tag des Angriffs am 7. Oktober 2023 mit über 1.200 Toten.

## Schriften (Auswahl)
- The Zionist Career of Louis Lipsky. 1900-1921. New York 1982, ISBN 978-0-405-14086-0 (Dissertationsschrift 1976)
- Beyond Belief. The American Press and the Coming of the Holocaust, 1933-1945. New York 1986, ISBN 978-0-02-919161-3 (weitere Auflagen)
- Denying the Holocaust. The Growing Assault on Truth and Memory. New York 1993, ISBN 978-0-02-919235-1 (weitere Auflagen). In deutscher Sprache als:
  - Betrifft: Leugnen des Holocaust. Mit einer Einführung von Erwin Leiser, Rio-Verlag, Zürich 1994, ISBN 3-907768-10-8. Gleichzeitig bei der Wissenschaftlichen Buchgesellschaft, Darmstadt 1994. Später als Taschenbuch unter dem Titel: Leugnen des Holocaust. Rechtsextremismus mit Methode. Mit einer Einführung von Micha Brumlik, Rowohlt, Reinbek bei Hamburg 1996, ISBN 3-499-60101-X.
- History on Trial. My Day In Court With David Irving. New York 2005, ISBN 978-0-06-059376-6
- The Eichmann Trial. Schocken, New York 2011, ISBN 978-0-8052-4260-7.
- Antisemitism here and now. Schocken, New York 2019
  - Der neue Antisemitismus. Aus dem Englischen von Stephan Pauli. Berlin Verlag, München 2018, ISBN 978-3-8270-1340-8
    - auch unter dem Titel: Antisemitismus heute. Wie Hass und Vorurteile global erstarken. Taschenbuchausgabe, seitenidentisch, 2019 ISBN 978-3-492-31622-4

## Ehrungen
- 2018: Carl-von-Ossietzky-Preis für Zeitgeschichte und Politik[11]
- 2024: Mitglied der American Academy of Arts and Sciences